# Los Cabos Open 2017
Los Cabos Open 2017 — тенісний турнір, що проходив на кортах з твердим покриттям у місті Кабо-Сан-Лукас, Мексика з 31 липня. Належав до категорії ATP World Tour 250.

## Фінальна частина

### Одиночний розряд
Сем Кверрі —  Танасі Коккінакіс 6–3, 3–6, 6–2

### Парний розряд
Хуан Себастьян Кабаль /  Трет Г'юї —  Серхіо Гальдос /  Роберто Майтін 6–2, 6–3